# شهرستان باخرز
شهرستان باخرز یکی از شهرستان‌های استان خراسان رضوی است. مرکز این شهرستان، شهر باخرز است. این شهرستان واقع در رشته‌کوه کوهسرخ قرار گرفته است.

## تاریخچه
باخرز یکی از بخش‌های شهرستان تایباد در استان خراسان رضوی ایران بود. که در مرداد ماه سال ۱۳۸۹ به شهرستان تبدیل شد.

## تقسیمات سیاسی
شهرستان باخرز به مرکزیت شهر باخرز دارای دو بخش:
- بخش مرکزی شهرستان باخرز
  - دهستان مالین
  - دهستان دشت ارزنه

مرکز: باخرز
- بخش بالا ولایت
  - دهستان بالا ولایت
  - دهستان اشتین

مرکز: قلعه نوعلیا